# 瓦尔贝里广播电台
瓦尔贝里广播电台（Radiostationen i Varberg）又称格里梅顿广播电台（Radiostationen i Grimeton）是一个位于瑞典哈兰省瓦尔贝里格里梅顿的低频传送设备。该设备建于1923年，是目前唯一的还可以工作的机械发射机。由于它的发射原理，它使用6个高达127米的钢塔来实现空中的传送信息。这些钢塔是接地的。
直到50年代，瓦尔贝里广播电台仍旧在传送来自大西洋那边的美国纽约长岛广播中心 （页面存档备份，存于）的信息。50年代后到1996年，这个电台用来向潜水艇传送指令。1968年，一个新的传送设备建立起来，这个设备不再使用机械发射机，工作在17.2 kHz，和原来的发射机使用同一套空中设备。
1996年，机械发射机不再使用。由于维护情况良好，因此成为一个国家的纪念碑。每年的亚历克斯安德森日，发射机用来传送莫斯信息以纪念这位机械发射机的发明者。码文如下：
 (...  .-  --.- )  

瓦尔贝里广播电台并不仅仅传送低频，还可以传送长波、FM以及电视。
2004年7月2日，瓦尔贝里广播电台入选联合国教科文组织世界文化遗产。